# Керування доступом
Керування доступом (англ. access management) —  сукупність заходів з визначення повноважень і прав доступу, контролю за додержанням Правил розмежування доступу.

## Довірче і адміністративне керування доступом
Під довірчим керуванням доступом слід розуміти таке керування,  при якому засоби захисту дозволяють звичайним користувачам управляти (довіряють керування) потоками інформації між іншими користувачами і об'єктами свого домену (наприклад, на підставі права володіння об'єктами), тобто призначення і передача повноважень не вимагають адміністративного втручання.
Адміністративне керуванням доступом —  це таке керування, при  якому засоби захисту дозволяють управляти потоками інформації між користувачами і об'єктами тільки спеціально авторизованим користувачам. Прикладом реалізації адміністративного керуванням доступом може служити механізм, коли у вигляді атрибутів доступу використовуються мітки, що відображають міру конфіденційності інформації (об'єкта) і рівень допуску користувача. Таким чином, комплекс засобів захисту на підставі порівняння міток об'єкта і користувача може визначити, чи є користувач, що запитує інформацію, авторизованим користувачем. 
Система, що реалізує адміністративне керування доступом, повинна гарантувати, що потоки інформації всередині системи установлюються адміністратором і не можуть бути змінені звичайним користувачем. З іншого боку, система, що реалізує довірче керування доступом, дозволяє звичайному користувачеві модифікувати, в т. ч. створювати нові потоки інформації всередині системи.
Створення додаткових потоків інформації може бути зумовлене: 
- модифікацією атрибутів доступу користувача, процесу або пасивного об'єкта;
- створенням нових об'єктів (включаючи копіювання існуючих);
- експортом або імпортом об'єктів